# Illanmaster SPA
Illanmaster SPA este o arie protejată (arie de protecție specială avifaunistică — SPA) din Irlanda întinsă pe o suprafață de 164,94 ha, integral pe uscat.

## Localizare
Centrul sitului Illanmaster SPA este situat la coordonatele 54°19′43″N 9°38′20″W / 54.328744°N 9.638829°V.

## Înființare
Situl Illanmaster SPA a fost declarat arie de protecție specială avifaunistică în noiembrie 1995 pentru a proteja 3 specii de animale.

## Biodiversitate
Situată în ecoregiunea atlantică, aria protejată nu include niciun habitat protejat.
La baza desemnării sitului se află mai multe specii protejate de  păsări (3): Branta leucopsis, papagal de mare (Fratercula arctica), Hydrobates pelagicus.
Pe lângă speciile protejate, pe teritoriul sitului au mai fost identificate 2 specii de păsări.